# Brooke Greenberg
Brooke Megan Greenberg (Baltimora, 8 gennaio 1993 – Baltimora, 24 ottobre 2013) è stata una donna statunitense affetta da una condizione clinica che, nonostante l'avanzare dell'età, l'ha fatta rimanere fisicamente e cognitivamente simile a un neonato.
Al momento del decesso era alta circa 76 cm e pesava circa 7,3 kg, con un'età mentale equiparabile a quella di un infante di circa un anno. I medici definirono le sue condizioni come sindrome X.

## Biografia

### Nascita e primi anni
Nata pretermine di un mese, pesava 1.8 kg e presentava una lussazione anteriore dell'anca che aveva causato una dislocazione anomala degli arti inferiori verso le spalle. A parte questa, corretta chirurgicamente dopo la nascita, la neonata si presentava del tutto normale.
Nei primi sei anni di vita la bambina andò incontro a una serie di inspiegabili emergenze mediche necessitanti di ricovero ospedaliero. Ebbe sette ulcere gastriche perforate e attacchi di convulsioni, seguite da quello che fu successivamente identificato come un ictus, il quale tuttavia non diede seguito a postumi. All'età di cinque anni le fu diagnosticata una massa cerebrale che le procurò un coma di due settimane; tale massa, sospettata di essere un tumore cerebrale, scomparve con il risveglio della bambina. A detta del suo pediatra, la causa di questa malattia improvvisa rimase un mistero.

### Condizione clinica senza spiegazioni
Negli anni successivi Brooke Greenberg fu visitata da numerosi specialisti, ma nessuna diagnosi di malattia genetica o di anomalia cromosomica fu effettuata. In un documentario del 2001 prodotto dalla NBC fu documentato che la bambina aveva ancora le dimensioni di un neonato di sei mesi, con un peso di 5.9 kg e un'altezza di 69 cm, nonostante avesse 8 anni di vita. La somministrazione di ormone della crescita non dimostrò alcun effetto e i medici, incapaci di porre una diagnosi definitiva, definirono la sua condizione sindrome X. Visitata sia all'ospedale pediatrico del Johns Hopkins Hospital di Baltimora, sia al Mount Sinai Hospital di New York, i genetisti rilevarono, dopo sequenziamento del suo DNA, che i geni associati alla riparazione del DNA, spesso coinvolti in malattia da invecchiamento precoce come la progeria e la sindrome di Werner, erano normali.

### Studi medici scientifici
Nel 2006 Richard Walker, endocrinologo presso la Facoltà di Medicina della University of South Florida, affermò che il corpo di Brooke Greenberg non si sviluppava in modo coordinato e uniforme, bensì come parti indipendenti e non sincronizzate. In ogni caso nessun disordine genetico o anomalia cromosomica le furono mai diagnosticati e l'accorciamento dei telomeri dei suoi cromosomi avvenne secondo modalità e tempistiche del tutto normali. Nel 2009 lo stesso Walker riferì come nel cervello di Brooke Greenberg ci fossero stati cambiamenti del tutto minimali, rimanendo a un livello di sviluppo neonatale, con un'età mentale equiparabile a quella di un infante tra i nove e i dodici mesi di vita. Era in grado di riconoscere i suoni e possedeva capacità gestuali, ma non era in grado di parlare; le sue ossa erano simili a quelle di una bambina di dieci anni ma possedeva ancora tutti i denti decidui, il che faceva pensare a un'età stimabile in otto anni.
A detta di Walker, il caso di Brooke Greenberg, in cui diverse parti del corpo si sviluppavano con tassi differenti, come se fossero non un unico organismo ma parti di organismi separati, era un'opportunità unica di comprendere il processo dell'invecchiamento. Egli ritiene che la sua condizione derivasse da un difetto dei geni di controllo centrali, una condizione simile a quella che egli ritiene di aver identificato in due altre persone: Gabrielle Williams, nata nel 2004 nel Montana, e Nicky Freeman, nato nel 1970 in Australia. Un caso simile è quello di María Audete do Nascimento, nata nel 1981, la cui crescita si è fermata a nove mesi. Altri ricercatori, come il biologo inglese Aubrey de Grey, ritengono invece che l'invecchiamento e lo sviluppo non siano correlati.

### Decesso
Brooke Greenberg morì il 24 ottobre 2013, presso l'ospedale pediatrico "Herman e Walter Samuelson" al Sinai Medical Center di Baltimora.